# Ngoulemakong
Ngoulemakong es una comuna camerunesa perteneciente al departamento de Mvila de la región del Sur.
En 2005 tiene 14 675 habitantes, de los que 2682 viven en la capital comunal homónima.
Se ubica sobre la carretera N2, unos 40 km al noreste de la capital regional Ebolowa.

## Localidades
Comprende, además de la ciudad de Ngoulemakong, las siguientes localidades:
- Abiete
- Akoa'atala
- Alom
- Assam
- Banga
- Bikop
- Binyinyali
- Bityo'omam
- Doum
- Doumou-Ola
- Ebae
- Ebae
- Ebolboum
- Ebote Nkoul
- Ekombitie
- Ekowondo
- Elone
- Enamgal
- Essingang
- Fone
- Kouma
- Mbeka'a
- Mbeng
- Mekom
- Mengbwa
- Messok
- Minkok
- Minlamizibi
- Mva'a Medjap-Bane
- Mva'a Medjap-Fong
- Ndzafom
- Ngock
- Nkol
- Nkoumadjap I
- Nlang-Yop
- Nnemeyong
- Ntoumba
- Nyamvende
- Obang II
- Ongongo
- Ossofeme
- Oveng Otoloa
- Oyak-Fong
- Soumou
- Yop